# Aitor Albizua
Aitor Albizua Meabe (Arrigorriaga, Vizcaya, 8 de enero de 1992) es un periodista y presentador de televisión español.

## Biografía
Cursó la carrera de Periodismo en la Universidad Complutense de Madrid. Comienza su carrera profesional como becario en la Cadena SER, en cuya redacción nacional trabaja durante ocho años para distintos programas como Hora 25 y De buenas a primeras. Seguidamente comienza a trabajar en la radio televisión pública autonómica del País Vasco (EITB), donde presenta varios programas, como el magazín Nos echamos a la calle o el concurso Lingo. Igualmente, presenta para ETB el programa especial de fin de año junto con Ane Ibarzabal. Durante esta etapa, compagina su labor en ETB con colaboraciones en la Cadena Ser junto a Àngels Barceló.
En octubre de 2022 comenzó a presentar el programa El comodín de La 1 en la televisión pública nacional, TVE, empresa para la que trabaja en la actualidad.
Desde el 15 de enero de 2024 presenta el programa concurso Cifras y Letras en La 2. Igualmente, entre el 5 de mayo y el 18 de junio de 2025, presentó en La 1 de TVE el magacín La familia de la tele.

## Trayectoria profesional

### Televisión
| Año           | Título                      | Cadena | Notas         |
| ------------- | --------------------------- | ------ | ------------- |
| 2021          | Nos echamos a la calle      | ETB2   | Presentador   |
| 2021          | Campanadas Fin de Año       | ETB2   | Copresentador |
| 2022          | Lingo                       | ETB2   | Presentador   |
| 2022-2023     | El comodín de La 1          | La 1   | Presentador   |
| 2023-2024     | La noche del Benidorm Fest  | La 1   | Presentador   |
| 2023          | La Gran Noche De Eurovisión | La 1   | Presentador   |
| 2023-2024     | Telepasión                  | La 1   | Copresentador |
| 2024-presente | Cifras y Letras             | La 2   | Presentador   |
| 2025          | La familia de la tele       | La 1   | Presentador   |